# Same Ol' Situation (S.O.S.)
"Same Ol' Situation (S.O.S.)" är en sång från 1989 av det amerikanska hårdrock / glam metalbandet Mötley Crüe. Den skrevs av Vince Neil, Mick Mars, Nikki Sixx och Tommy Lee. 
Den finns med på albumet Dr. Feelgood, och släpptes även som singel 1990. Den nådde en sjuttioåttonde (#78) placering på Billboard Hot 100.

## Medverkande
- Vince Neil - sång
- Mick Mars - gitarr
- Nikki Sixx - bas
- Tommy Lee - trummor